# Fuentelisendo
Fuentelisendo és un municipi de la província de Burgos a la comunitat autònoma de Castella i Lleó. Forma part de la comarca de Ribera del Duero.

## Demografia
| 1842 |  | 1857 |  | 1860 |  | 1877 |  | 1887 |  | 1897 |  | 1900 |  | 1910 |
| ---- |  | ---- |  | ---- |  | ---- |  | ---- |  | ---- |  | ---- |  | ---- |
| 393  |  | 587  |  | 606  |  | 566  |  | 581  |  | 535  |  | 514  |  | 485  |
| 1920 |  | 1930 |  | 1940 |  | 1950 |  | 1960 |  | 1970 |  | 1981 |  | 1991 |
| 471  |  | 511  |  | 510  |  | 552  |  | 413  |  | 285  |  | 172  |  | 141  |
| 1996 |  | 1998 |  | 2000 |  | 2002 |  | 2004 |  | 2006 |  | 2008 |  | 2010 |
| 118  |  | 115  |  | 125  |  | 118  |  | 111  |  | 106  |  | 98   |  | 101  |